# Louis Grignon
Louis Grignon (Louerre, 16 agosto 1748 – 25 dicembre 1825) è stato un generale francese.
Serve innanzitutto nell'esercito reale a partire dal 1767, quando scoppia la Rivoluzione francese ha il grado di sottotenente.
Nel 1792, viene nominato generale-aiutante della guardia nazionale di Saumur e come tale partecipa alle Guerre di Vandea. Il 28 novembre 1793, è nominato generale di brigata e partecipa alle Colonne infernali del generale Louis Marie Turreau e comanda la seconda colonna. Prima della partenza delle sue truppe, ordinò ai suoi uomini:

«Compagni, entriamo nel paese insorto. Vi do l'ordine di consegnare alle fiamme tutto ciò che è suscettibile all'essere bruciato e di passare al filo della baionetta tutto ciò che incontrerete sul vostro passaggio. So che ci possono essere alcuni patrioti in questo paese; è uguale, dobbiamo sacrificare tutto».
La colonna di Grignon fu una del più spietate, che uccide e che massacra tutto quello che incontra sul suo cammino molto più di altre colonne, e lui stesso ammette: «Ne uccidemmo più di cento al giorno».
Il 14 aprile 1794, è nominato generale di divisione, ma qualche mese dopo viene sollevato dalla sua carica e arrestato, ma successivamente assolto, ritorna a comandare un esercito nell'ottobre 1795, verrà congedato nel 1810.
| Controllo di autorità | VIAF (EN) 29524251 · ISNI (EN) 0000 0000 0082 6356 · GND (DE) 1249880297 · BNF (FR) cb10586259b (data) |